# 21858 Gosal
21858 Gosal (1999 TY155) là một tiểu hành tinh vành đai chính được phát hiện ngày 7 tháng 10 năm 1999 bởi Nhóm nghiên cứu tiểu hành tinh gần Trái Đất phòng thí nghiệm Lincoln ở Socorro.